# عبد الرشيد بن محمود
عبد الرشيد بن محمود الغزنوي مجهول تاريخ الميلاد، وتوفي في 1052، وقد حكم الدولة الغزنوية من عام 1050 إلى عام 1052.
فور تولى السلطان علي بن مسعود الحكم قام بحبس عمه عبد الرشيد، وعين وزيه قائدًا للجيش وأرسل جيشا إلى سيستان. إلا أن الوزير قام بإخراج عبد الرشيد بن محمود أكبر أعضاء الأسرة من السجن وأعلنه الحاكم. وعندما رأي السلطان على أن الجيش في صالح عمه حاول الهرب ولكن تم الإمساك به ووضع في الحبس. وبعدما تولى السلطان عبد الرشيد الحكم عمل على تعزيز وضع الغزنويين في الهند وتحسينه، وقام السلطان عبد الرشيد بتعين طغرل بوظان قائده للجيش، وأوكل إليه مهمة إيقاف السلاجقة، وقد هزم طغرل السلاجقة في 1051 واستولى على سيستان، وبعدها إتجه نحو غزنه وقام بقتل عبد الرشيد ومعه أحد عشر وليًا للعهد، وأصبح حاكم الغزنويين، وقد استطاع ثلاثة من الأمراء النجاة من تلك المذبحة وهم فرروح زاد، وإبراهيم وشجاع.
1. ↑  Merçil, Gazneliler Devleti, s.81
2. ↑  Merçil, Gazneliler Devleti, s.82-83

| سبقه على بن مسعود | ''''سلطان غزنوي'''' 1050-1052 | تبعه طغرل بوظان |